# IV Campeonato Nacional Abierto de México
El IV Campeonato Nacional Abierto de México 1967 fue una competición de bádminton realizada del 23 al 27 de noviembre de 1967 en la Ciudad de México.
En este torneo compitieron jugadores de Tailandia, los Estados Unidos, Canadá y México.
En los cuartos de finales de los singles varoniles, Antonio Rangel derrotó al jugador estadounidense Rod Starkey (15-9, 15-4); sin embargo, su más destacada actuación fue en las semifinales, cuando eliminó al canadiense Jamie Paulson (15-6, 6-15 y 15-11), entonces clasificado como el mejor jugador de su país.
En la categoría de dobles varoniles, los hermanos Antonio Rangel y Raúl Rangel fueron vencidos (15-10 y 15-3) en las semifinales por la pareja estadounidense integrada por Stan Hales y Rod Starkey. En una situación un tanto extraña, esta pareja estadounidense fue declarada campeona en esta categoría, al haberse retirado Jamie Paulson abruptamente de la competición, tras haber tenido que ser tratado de emergencia por apendicitis.
En las semifinales de los singles femeniles, Carolina Allier le ganó otra vez a Carlene Starkey 11-5 y 11-4, mientras que Diane Hales impuso su clase a la mexicana Ernestina Rivera en tres sets: 11-12, 11-5, 11-8.
En la categoría de mixtos, Channarong Ratanaseangsuang y Carolina Allier vencieron a los esposos Rod Starkey y Carlene Starkey 15-5 y 15-9, mientras que Stan Hales y Diane Hales eliminaron a los mexicanos Oscar Luján y Josefina de Tinoco 15-12 y 15-3.

## Finalistas
| IV Campeonato Nacional Abierto de México 1967 |                                        |                                             |       |       |       |
| Categoría                                     | Ganador                                | Finalista                                   | Set 1 | Set 2 | Set 3 |
| Singles varoniles                             | Channarong Ratanaseangsuang            | Antonio Rangel                              | 15-8  | 6-15  | 15-12 |
| Singles femeniles                             | Carolina Allier                        | Diane Hales                                 | 11-7  | 8-11  | 11-8  |
| Dobles varoniles                              | Stan Hales - Rod Starkey               | Channarong Ratanaseangsuang - Jamie Paulson | bye   |       |       |
| Dobles femeniles                              | Carlene Starkey - Diane Hales          | Carolina Allier - Josefina de Tinoco        | 11-15 | 15-6  | 15-12 |
| Mixtos                                        | Ch. Ratanaseangsuang - Carolina Allier | Stan Hales - Diane Hales                    | 15-5  | 15-9  |       |